# Jacinta Escudos
Jacinta Escudos, escritora salvadoreña nacida en 1961. Su cuerpo central de trabajo incluye novelas, cuentos, poesía y crónicas, que se han publicado en periódicos como La Nación (Costa Rica), La Prensa Gráfica (El Salvador) y El Nuevo Diario (Nicaragua). Aunque escribe principalmente en español domina también el inglés, el alemán y el francés.

## Biografía
Nacida en la ciudad de San Salvador, El Salvador el 1 de septiembre de 1961, de madre alemana y padre salvadoreño. Cursó sus estudios de primaria y secundaria en el Colegio La Sagrada Familia de San Salvador, graduándose en octubre de 1979 como bachiller académico, opción Humanidades.
Escudos ha viajado y vivido en varios países centroamericanos y europeos. Vivió en Alemania entre 1980 y 1981. A finales de este año se trasladó a Nicaragua y tomó cursos sobre realización de talleres literarios y narrativa con escritores como Lizandro Chávez Alfaro o Sergio Ramírez. La pluralidad de estas fusiones culturales y geográficas se manifiesta en su producción literaria y pensamiento intelectual. Entre 1981 y 1983 y entre 1990 y 1996 trabajó como traductora y periodista, realizando publicaciones en Alemania, México, Estados Unidos y Nicaragua.
En mayo de 2001 después de casi 20 años de exilió regresó a El Salvador para establecerse en una residencia en Los Planes de Renderos.
Su primer libro publicado fue Letter from El Salvador / Carta desde El Salvador, una recopilación de poemas de adolescencia que envió a Claribel Alegría con indicación de que la autora era "Rocío América", una combatiente guerrillera fallecida en Guazapa. Alegría envió el texto a El Salvador Solidarity Campaign que en noviembre de 1984 realizó una edición inglés-español no autorizada por Escudos.
Gran parte de su trabajo sigue inédito pero no por ello deja de ser reconocido. En 2002, por ejemplo, Escudos ganó una competencia nacional en El Salvador, los Décimos Juegos Florales de Ahuachapán, por su libro, Crónicas para sentimentales, que sería publicado en Guatemala en 2010. En 2003 fue ganadora del Premio Centroamericano de Novela Mario Monteforte Toledo por su novela experimental Memorias del año de la Cayetana, presentada bajo el seudónimo "Franka Pottente". Este libro sería publicado finalmente por Alfaguara bajo el título A-B-Sudario. También ha recibido becas y residencias de La Maison des Écrivains Étrangers et des Traducteurs en Saint-Nazaire, Francia, y Heinrich Böll Haus en Langenbroich, Alemania.

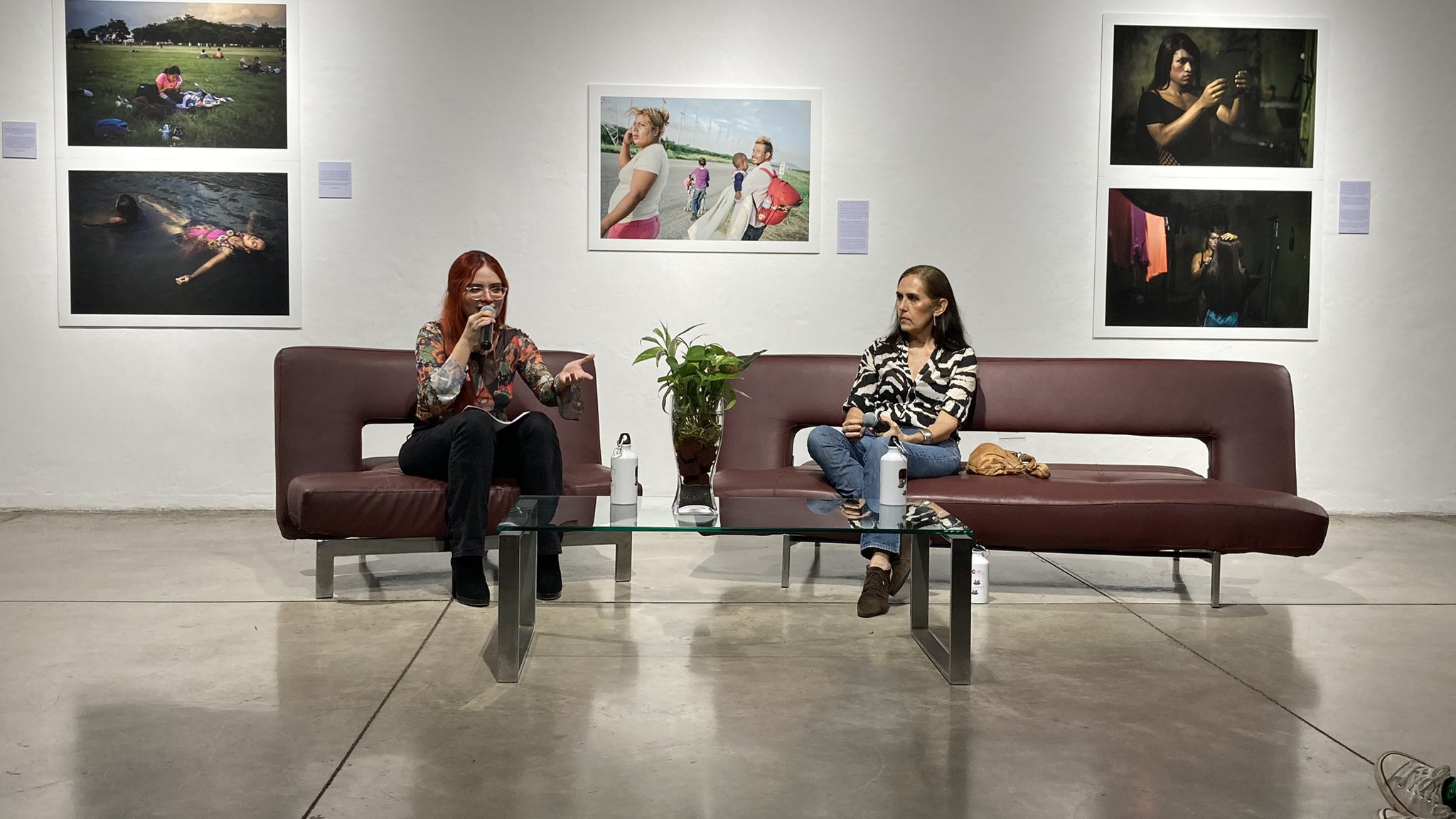
Jacinta Escudos y Paola Guardado en la presentación del programa radiofónico "Literatour" en el CCESV.

La voz narrativa de Escudos emplea constantemente formas y técnicas experimentales. Esta experimentación es intencional, una que estructura y sitúa su trabajo en las posibilidades de la apertura y su relación entre el yo y el espacio. Esta voz narrativa y su relación con otros mapas literarios se demuestra en la participación actual de Escudos en la blogosfera. Su bitácora oficial, Jacintario, es un medio actualizado diariamente, donde la bitácora es una extensión de la escritura de Escudos, una forma de expresión donde la voz de la autora y el contenido varía. Como una revista cultural en línea, Jacintario contribuye a la blogosfera no simplemente porque es una producción por una figura literaria eminente, pero debido al acceso que la bitácora ofrece a un género en construcción. Además, Jacinta Escudos escribe desde junio de 2008 la columna quincenal "Gabinete Caligari" en la revista dominical Séptimo Sentido de La Prensa Gráfica y es editora para Latinoamérica de la plataforma de blogs Future Challenges.
A Jacinta Escudos se le ha catalogado como escritora «del desencanto» debido a que es de los creadores que surgen durante las guerras en Centroamérica y que denuncian la opresión política en su sociedad.

## Reconocimientos

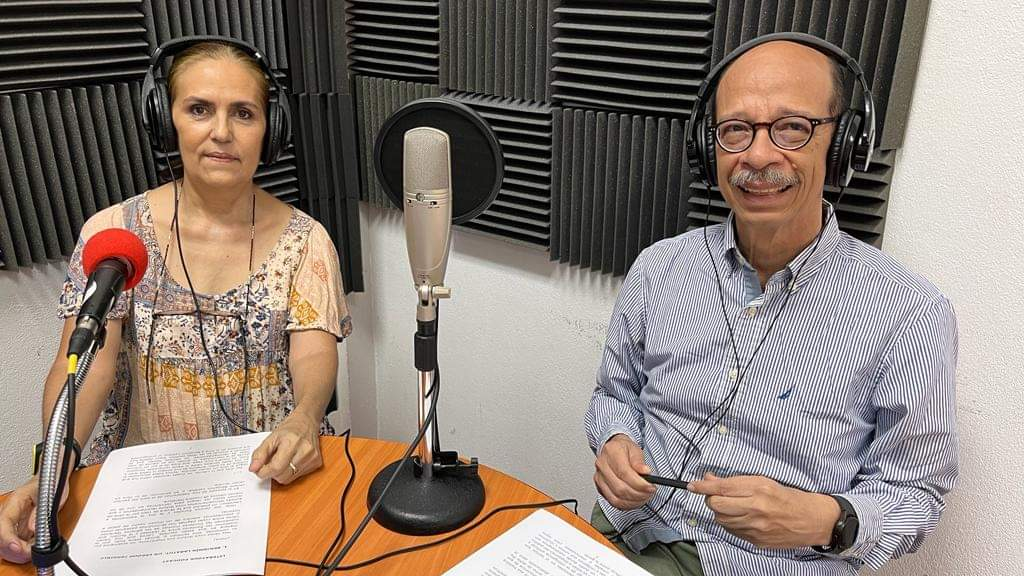
Grabación de Literatour. Jacinta Escudos junto con Miguel Huezo Mixco

- X Juegos Florales de El Salvador, rama cuento, con el libro Crónicas para sentimentales (2001). [cita requerida]
- I Premio Centroamericano de Novela Mario Monteforte Toledo con la novela A-B-Sudario (2003).[7][1]

## Obra
Las obras literarias de Escudos incluyen:
- Maletas perdidas (Los sin pisto, 2018).
- El asesino melancólico (Alfaguara, 2015).
- Crónicas para sentimentales (F&G Editores, 2010).
- El Diablo sabe mi nombre (Uruk editores, 2008).[8]
- A-B-Sudario (Alfaguara, 2003).
- Felicidad doméstica y otras cosas aterradoras (Editorial X, 2002).
- El Desencanto (Dirección de Publicaciones e Impresos, 2001).
- Cuentos Sucios (Dirección de Publicaciones e Impresos, 1997).
- Contra-corriente (UCA Editores, 1993).
- Apuntes de una historia de amor que no fue (UCA Editores, 1987).
- Letter from El Salvador(poemas edición bilingue inglés-español, 1984).

Su trabajo, además, ha sido publicado en las siguientes colecciones:
- Idea crónica: Literatura de no ficción iberoamericana (Fundación TyPA, 2006).
- El Milagrero/Der Wundertäter (DTV, 2006).
- Literaturas centroamericanas hoy (Iberoamericana/Vervuert Verlag, 2005).
- Antología de cuentistas salvadoreñas (UCA Editores, 2004).
- Cicatrices: un retrato del cuento centroamericano (Anamá Ediciones, 2004).
- Pequeñas resistencias 2: Antología del cuento centroamericano contemporáneo (Páginas de Espuma, 2003).
- Um etwas Zeit zu retten: Literatur und Kunst im Heinrich-Böll-Haus Langenbroich (Heinrich Böll Stiftung, 2003).
- Papayas und Bananen: Erotische und andere Erzählungen aus Zentralamerika (Brandes & Apsel Verlag, 2002).
- Los centroamericanos: (Antología de cuentos) (Alfaguara, 2002).
- Cuentos centroamericanos (Editorial Andrés Bello, 2000).
- Cuentistas hispanoamericanas: Antología (Literal Books, 1996).
- And We Sold the Rain: Contemporary Fiction from Central America (Seven Stories Press, 1996, 2nd Edition [1988]).
- Lovers and Comrades: Women's Resistance Poetry from Central America (The Women's Press, 1989).
- You Can't Drown the Fire: Latin American Women Writing in Exile (Cleis Press, 1988).
- Ixok Amar-Go: Central American Women's Poetry for Peace/Poesía de mujeres centroamericanas por la paz (Granite Press, 1987).